# Liste der Biografien/Hew
Liste der Biografien |
Portal Biografien |
Personensuche
# |
A |
B |
C |
D |
E |
F |
G |
H |
I |
J |
K |
L |
M |
N |
O |
P |
Q |
R |
S |
T |
U |
V |
W |
X |
Y |
Z |
?
 
Ha |
Hd |
He |
Hi |
Hj |
Hk |
Hl |
Hm |
Hn |
Ho |
Hr |
Hs |
Ht |
Hu |
Hv |
Hw |
Hy
 
Hea |
Heb |
Hec |
Hed |
Hee |
Hef |
Heg |
Heh |
Hei |
Hej |
Hek |
Hel |
Hem |
Hen |
Heo |
Hep |
Heq |
Her |
Hes |
Het |
Heu |
Hev |
Hew |
Hex |
Hey |
Hez
Die Liste der Biografien führt alle Personen auf, die in der deutschsprachigen Wikipedia einen Artikel haben. Dieses ist eine Teilliste mit 101 Einträgen von Personen, deren Namen mit den Buchstaben „Hew“ beginnt.

## Hew

### Hewa
- Heward, Jamie (* 1971), kanadischer Eishockeyspieler, -trainer und -funktionär
- Heward, John (1934–2018), kanadischer Jazzmusiker und Bildender Künstler
- Heward, Leslie (1897–1943), englischer Dirigent
- Heward, Prudence (1896–1947), kanadische Malerin
- Hewart, Gordon, 1. Viscount Hewart (1870–1943), britischer Politiker, Mitglied des House of Commons und Jurist

### Hewe
- Hewel, Walter (1904–1945), deutscher Diplomat und Staatssekretär (NS-Zeit)Walter Hewel (1904–1945)

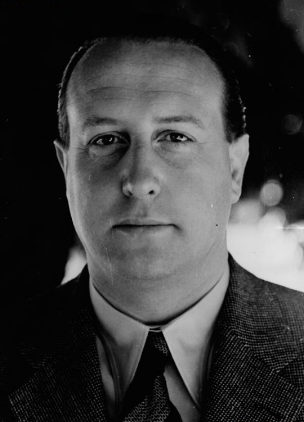
Walter Hewel (1904–1945)

- Hewen, Anna von (1408–1484), Schweizer Benediktinerin und Fürstäbtissin des Fraumünsters in Zürich
- Hewen, Burkhard von, Benediktiner, Abt im Kloster Reichenau
- Hewen, Heinrich von, Bischof von Chur
- Hewen, Heinrich von (1398–1462), Bischof in Konstanz; Administrator von Chur
- Hewer, John (1922–2008), britischer Schauspieler und Werbe-Ikone
- Hewer, Mitch (* 1989), britischer Schauspieler
- Hewera, Gerhard (* 1958), deutscher Offizier, Brigadegeneral der Luftwaffe der Bundeswehr
- Hewera, Julius (1900–1945), deutscher römisch-katholischer Geistlicher und Märtyrer
- Hewers, Jürgen Hinrich (1924–2017), deutscher Geiger und Konzertmeister
- Hewes, Amy (1877–1970), US-amerikanische Soziologin
- Hewes, Joseph (1730–1779), britisch-amerikanischer Geschäftsmann und Politiker
- Hewetson, Christopher († 1798), irischer Bildhauer in Rom
- Hewetson, Reginald (1908–1993), britischer General
- Hewett, Alfie (* 1997), britischer Rollstuhltennisspieler
- Hewett, Charles (1929–2024), US-amerikanischer Radrennfahrer
- Hewett, Christopher (1921–2001), britischer Schauspieler
- Hewett, Donnel Foster (1881–1971), US-amerikanischer Geologe und Mineraloge
- Hewett, Dorothy (1923–2002), australische Schriftstellerin
- Hewett, Ellen Anne (1843–1926), neuseeländische Schriftstellerin, Suffragette und Vertreterin der Abstinenzbewegung
- Hewett, Harald George (1858–1949), britischer Maler und Offizier der Britischen Armee
- Hewett, Howard (* 1955), US-amerikanischer R&B- und Gospel-Sänger
- Hewett, Ivy, australische Badmintonspielerin
- Hewett, Lauren (* 1981), australische Schauspielerin
- Hewett, Lorri, US-amerikanische Jugendbuchautorin

### Hewi
- Hewie, John (1927–2015), schottischer Fußballspieler und -trainer
- Hewig, Johannes (* 1974), deutscher Psychologe
- Hewish, Antony (1924–2021), britischer Radioastronom und Physik-Nobelpreisträger
- Hewison, Katie (* 1985), britische Triathletin
- Hewitson, Bruce, US-amerikanischer Klimawissenschaftler
- Hewitson, William Chapman (1806–1878), britischer Entomologe
- Hewitt, Abram (1822–1903), US-amerikanischer Politiker und Unternehmer
- Hewitt, Andrea (* 1982), neuseeländische Triathletin
- Hewitt, Angela (* 1958), kanadische PianistinAngela Hewitt (* 1958)

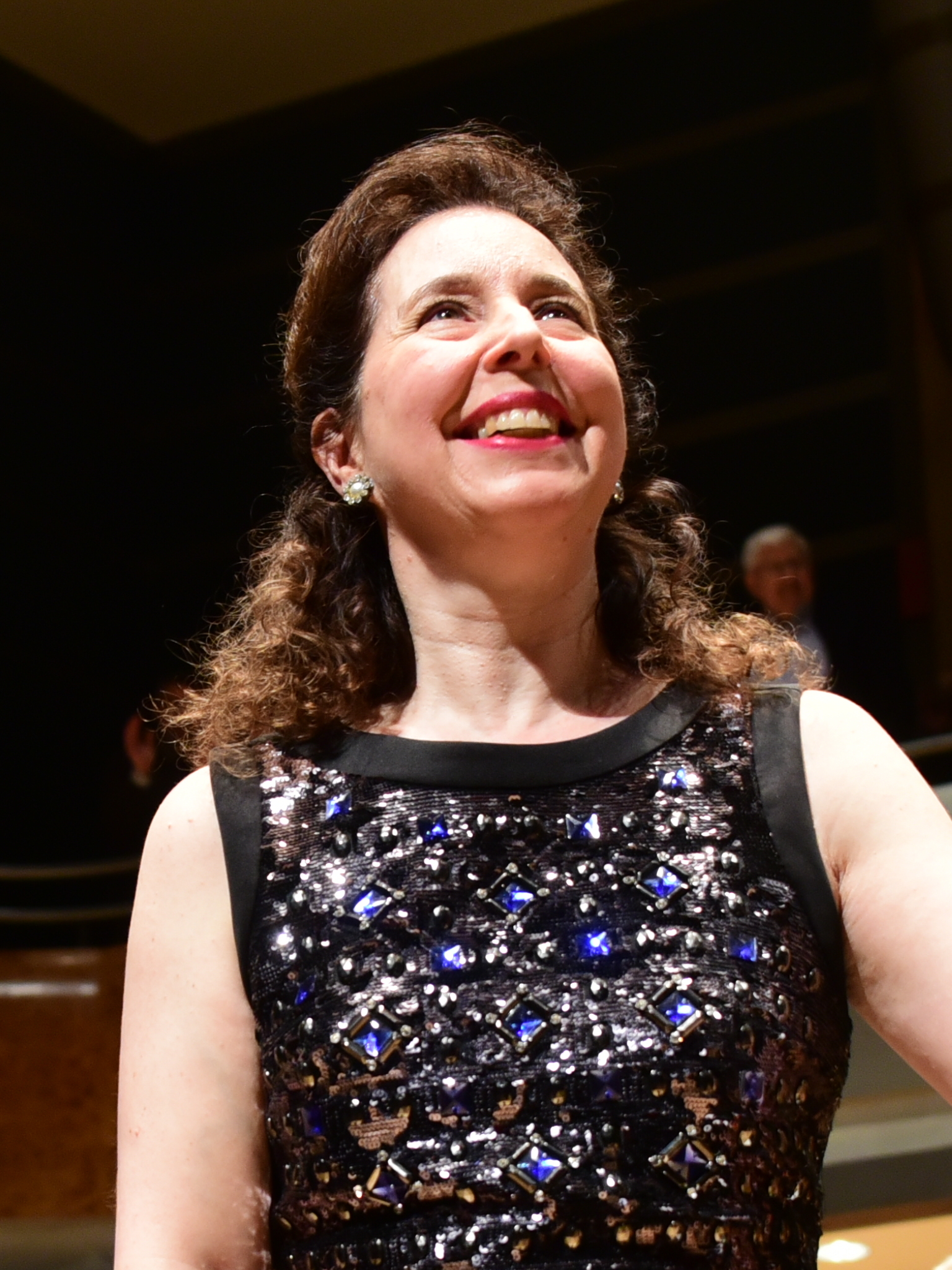
Angela Hewitt (* 1958)

- Hewitt, Ashlee (* 1987), US-amerikanische Singer-Songwriterin und Schauspielerin
- Hewitt, Ben (1935–1996), US-amerikanischer Rockabilly-Musiker
- Hewitt, Bill (1909–1947), US-amerikanischer American-Football-Spieler
- Hewitt, Bob (* 1940), australisch-südafrikanischer Tennisspieler
- Hewitt, Carl (1944–2022), US-amerikanischer Informatiker
- Hewitt, Dalayna (* 2000), US-amerikanische Tennisspielerin
- Hewitt, Donald (1922–2009), US-amerikanischer Nachrichtenjournalist
- Hewitt, Edwin (1920–1999), US-amerikanischer Mathematiker
- Hewitt, Emma (* 1988), australische Singer-Songwriterin
- Hewitt, Frank (1935–2002), US-amerikanischer Musiker
- Hewitt, Gavin (* 1951), britischer Fernseh-Journalist
- Hewitt, Gloria Conyers (* 1935), amerikanische Mathematikerin und Hochschullehrerin
- Hewitt, Godfrey (1940–2013), britischer Evolutionsbiologe und Genetiker
- Hewitt, Goldsmith W. (1834–1895), US-amerikanischer Rechtsanwalt und Politiker (Demokratische Partei)
- Hewitt, H. Kent (1887–1972), US-amerikanischer Admiral
- Hewitt, Hugh (* 1956), US-amerikanischer Autor, Jurist und Journalist
- Hewitt, Jacqueline (* 1958), US-amerikanische Astrophysikerin und Hochschullehrerin
- Hewitt, James (1770–1827), US-amerikanischer Komponist
- Hewitt, James (* 1958), britischer Offizier
- Hewitt, Jason (* 1983), britischer Eishockeyspieler
- Hewitt, Jennifer Love (* 1979), US-amerikanische Schauspielerin und SängerinJennifer Love Hewitt (* 1979)

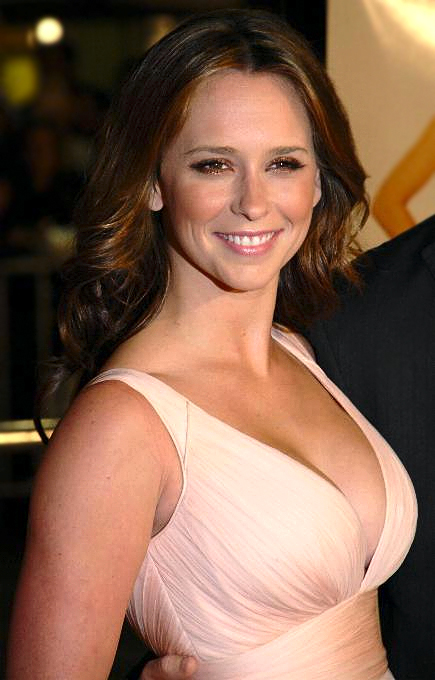
Jennifer Love Hewitt (* 1979)

- Hewitt, Jessica (* 1986), kanadische Shorttrackerin
- Hewitt, Joe (1881–1971), englischer Fußballspieler
- Hewitt, John (1880–1961), südafrikanischer Zoologe und Archäologe
- Hewitt, John (1925–2011), britischer Moderner Fünfkämpfer
- Hewitt, John Hill (1801–1890), US-amerikanischer Komponist, Lyriker und Zeitungsverleger
- Hewitt, John Theodore (1868–1954), britischer Chemiker
- Hewitt, Justin (* 2002), gibraltarischer Dartspieler
- Hewitt, Lauren (* 1978), australische Sprinterin
- Hewitt, Lleyton (* 1981), australischer TennisspielerLleyton Hewitt (* 1981)

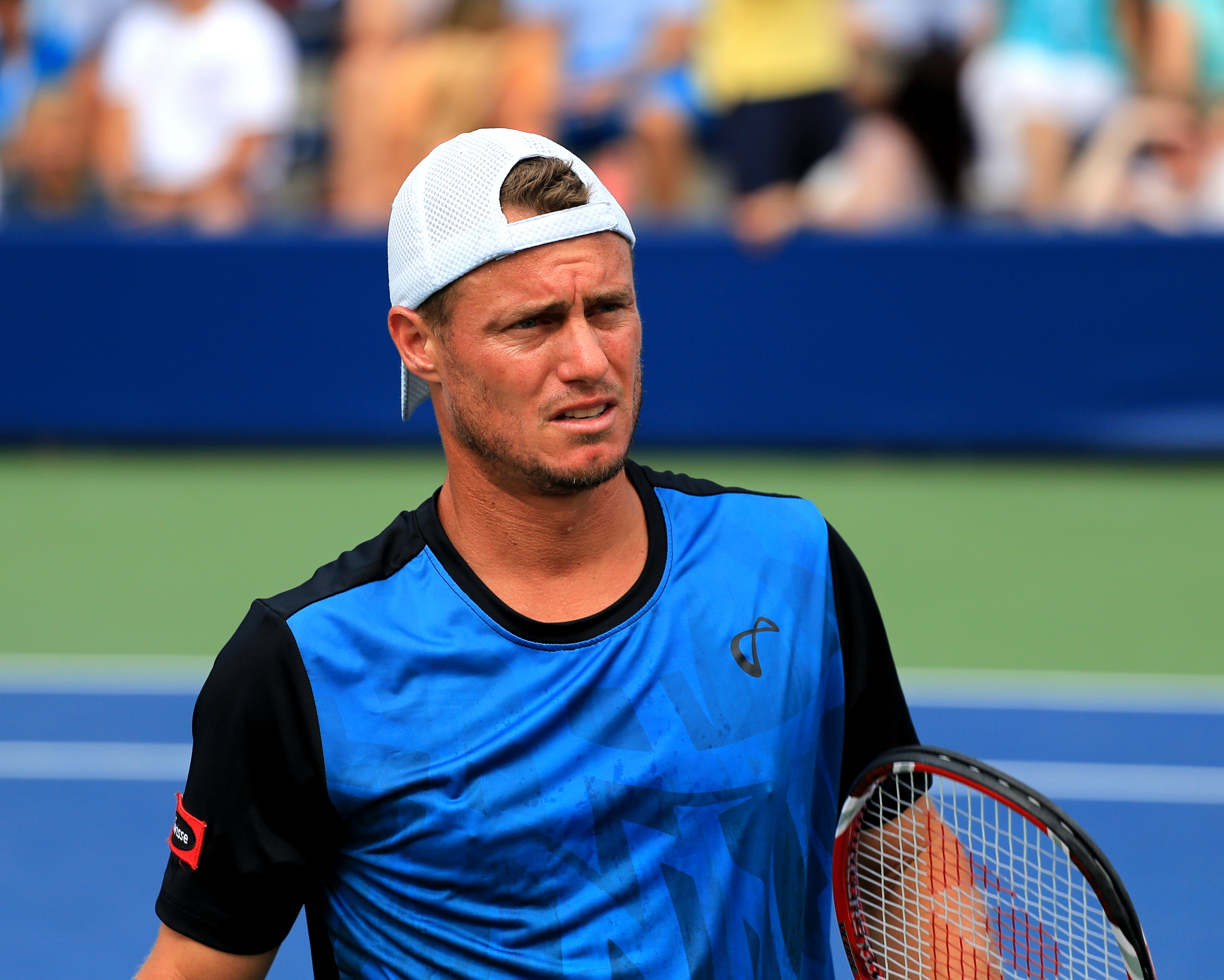
Lleyton Hewitt (* 1981)

- Hewitt, Margaret, britische Suffragette
- Hewitt, Martin (* 1958), US-amerikanischer Schauspieler
- Hewitt, Mattie Edwards (1869–1956), US-amerikanische Fotografin
- Hewitt, Maurice (1884–1971), französischer Violinist und Dirigent, sowie Mitglied der Résistance
- Hewitt, Neville (* 1993), US-amerikanischer American-Football-Spieler
- Hewitt, Patricia (* 1948), britische Politikerin (Labour Party), Mitglied des House of Commons
- Hewitt, Peter (* 1962), britischer Regisseur, Produzent und Drehbuchautor
- Hewitt, Philip, neuseeländischer Diplomat
- Hewitt, Ron (1928–2001), walisischer Fußballspieler
- Hewitt, Sitara (* 1981), kanadische Schauspielerin, Moderatorin und model
- Hewitt, Stephen (* 1958), australischer Curler
- Hewitt, Steve (* 1971), britischer Schlagzeuger
- Hewitt, Zwede (* 1989), Sprinter aus Trinidad und Tobago

### Hewl
- Hewlett, David (* 1968), kanadischer Schauspieler und Regisseur
- Hewlett, Donald (1920–2011), britischer Schauspieler
- Hewlett, Hilda (1864–1943), britisch-neuseeländische Pilotin und Gründerin der ersten englischen Flugschule
- Hewlett, Jamie (* 1968), britischer Comiczeichner
- Hewlett, Siobhan (* 1984), britische Schauspielerin
- Hewlett, Thomas, Baron Hewlett (1923–1979), britischer Politiker
- Hewlett, William (1913–2001), US-amerikanischer Unternehmer und Gründer von Hewlett-Packard

### Hews
- Hews, Chay (* 1976), australischer Fußballspieler und -trainer
- Hews, Kimberley, australische Schauspielerin
- Hewson, Brian (1933–2022), englischer Mittelstreckenläufer
- Hewson, Eve (* 1991), irische SchauspielerinEve Hewson (* 1991)

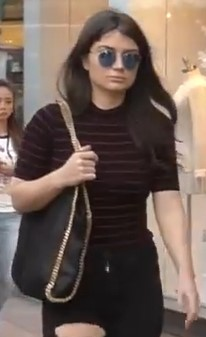
Eve Hewson (* 1991)

- Hewson, Joanne (1930–2023), kanadische Skirennläuferin
- Hewson, John (* 1946), australischer Politiker
- Hewson, Liv (* 1995), schauspielerisch tätige Person australischer Nationalität
- Hewson, Marillyn (* 1954), US-amerikanische Managerin
- Hewson, Richard Anthony (* 1943), englischer Produzent, Arrangeur und Multi-Instrumentalist
- Hewson, Sam (* 1988), englischer Fußballspieler
- Hewson, Tony (1934–2020), britischer Radrennfahrer

### Hewt
- Hewton, Randolph (1888–1960), kanadischer Maler